# Friedrich Bachschmid
Friedrich Bachschmid (* 26. Februar 1832 in Kaufbeuren; † 28. Juli 1907 in Kaufbeuren) war ein bayerischer Kaufmann und Kommunalpolitiker.
Jakob Friedrich Bachschmid wurde 1832 als Sohn des Tuchwebers und Seidenwebermeisters Philipp Jakob Bachschmid und der Johanna Elisabetha Dommler in Kaufbeuren geboren. Nach einer Kaufmannslehre in der Großhandlung „Gebrüder Heinzelmann“, gründete er 1861 ein Spezerei- und Schnittwarengeschäft und war Großhändler. 1879–1889 war er zur Zeit des Rathausneubaus der letzte aus dem Großhandel kommende Bürgermeister von Kaufbeuren. Seine Tochter Elise (1869–1909) war mit dem „Rassenhygieniker“ Wilhelm Schallmayer verheiratet.